# La Grande-Fosse
La Grande-Fosse é uma comuna francesa na região administrativa de Grande Leste, no departamento de Vosges. Estende-se por uma área de 6,79 km². Em 2010 a comuna tinha 132 habitantes (densidade: 19,4 hab./km²).